# Viaggio di paura
Viaggio di paura (Les passagers) è un film del 1977, diretto da Serge Leroy, tratto dal romanzo In un incubo di follia (Shattered, 1973) di Dean Koontz.